# Comuna Borcea, Călărași
Borcea (în trecut, Cocargeaua) este o comună în județul Călărași, Muntenia, România, formată numai din satul de reședință cu același nume.

## Așezare
Comuna se află în extremitatea estică a județului, la limita cu județele Constanța și Ialomița, pe malul stâng al Dunării, fiind străbătută și de Brațul Borcea al acesteia. Este traversată de șoseaua națională DN3B, care leagă Călărașiul de Fetești și Giurgeni. La Borcea, din acest drum se ramifică șoseaua județeană DJ308A, care duce spre nord, la Fetești (unde se termină în DN3A.

## Demografie
Componența etnică a comunei Borcea
     Români (90,94%)
     Alte etnii (0,15%)
     Necunoscută (8,91%)
Componența confesională a comunei Borcea
     Ortodocși (90,37%)
     Alte religii (0,4%)
     Necunoscută (9,23%)
Conform recensământului efectuat în 2021, populația comunei Borcea se ridică la 7.219 locuitori, în scădere față de recensământul anterior din 2011, când fuseseră înregistrați 7.986 de locuitori. Majoritatea locuitorilor sunt români (90,94%), iar pentru 8,91% nu se cunoaște apartenența etnică. Din punct de vedere confesional, majoritatea locuitorilor sunt ortodocși (90,37%), iar pentru 9,23% nu se cunoaște apartenența confesională.

## Politică și administrație
Comuna Borcea este administrată de un primar și un consiliu local compus din 15 consilieri. Primarul, Theodor-Aniel Nedelcu[*], de la Partidul Național Liberal, este în funcție din 2012. Începând cu alegerile locale din 2024, consiliul local are următoarea componență pe partide politice:
|  | Partid                          | Consilieri | Componența Consiliului | Componența Consiliului | Componența Consiliului | Componența Consiliului | Componența Consiliului | Componența Consiliului | Componența Consiliului | Componența Consiliului | Componența Consiliului | Componența Consiliului | Componența Consiliului |
|  | ------------------------------- | ---------- | ---------------------- | ---------------------- | ---------------------- | ---------------------- | ---------------------- | ---------------------- | ---------------------- | ---------------------- | ---------------------- | ---------------------- | ---------------------- |
|  | Partidul Național Liberal       | 11         |                        |                        |                        |                        |                        |                        |                        |                        |                        |                        |                        |
|  | Partidul Social Democrat        | 3          |                        |                        |                        |                        |                        |                        |                        |                        |                        |                        |                        |
|  | Alianța pentru Unirea Românilor | 1          |                        |                        |                        |                        |                        |                        |                        |                        |                        |                        |                        |

## Istorie
La sfârșitul secolului al XIX-lea, comuna purta numele de Cocargeaua, făcea parte din plasa Borcea a județului Ialomița și avea în compunere satele Cocargea, Buliga și târlele Nefelea și Renciu, având în total 2513 locuitori. În comună existau trei biserici și două școli — una de băieți, cu 80 de elevi și una de fete, cu 31 de eleve. La acea vreme, pe teritoriul actual al comunei, mai funcționa în aceeași plasă și comuna Pietroiu, formată numai din satul de reședință, având 1277 de locuitori, o școală mixtă cu 99 de elevi și o biserică.
Anuarul Socec din 1925 consemnează cele două comune în plasa Fetești a aceluiași județ; comuna Pietroiu, cu satul ei, avea 2320 de locuitori, iar comuna Cocargeaua avea în satele Cocargeaua și Buliga 3364 de locuitori. În 1931, satul Buliga a trecut la comuna Fetești, ambele comune rămânând fiecare doar cu satul ei de reședință.
În 1950, cele două comune au trecut în administrarea raionului Fetești din regiunea Ialomița, apoi (după 1952) din regiunea Constanța și (după 1956) din regiunea București. În 1964, satul și comuna Cocargeaua au primit ambele denumirea de Borcea. Ele au trecut în 1968 înapoi la județul Ialomița, reînființat; cu această ocazie, comuna Pietroiu a fost desființată, satul Pietroiu fiind la rândul său desființat și inclus în satul Borcea. În 1981, o reorganizare administrativă regională a dus la transferarea comunei la județul Călărași.

## Monumente istorice
Două obiective din comuna Borcea sunt incluse în lista monumentelor istorice din județul Călărași ca monumente de interes local, ambele fiind clasificate ca monumente de arhitectură și ambele aflându-se în fostul sat Pietroiu (astăzi în satul Borcea): casa cu polată (sfârșitul secolului al XIX-lea) și casa Nicu Apostol (1934).

## Personalități
- Niculina MOISESCU, (03.10.1954 - 04.07.2020), presedinte onorific Crucea Rosie Filiala Braila, presedinte Liga Femeilor Braila, om politic - Vicepresedinte CJ Braila (nascuta in comuna Pietroiu judetul Calarasi)